# مارک هوپلامازیان
مارک هوپلامازیان (ارمنی: Մարկ Հոպլամազյան زاده ۲۷ نوامبر ۱۹۶۳) کارآفرین ارمنی-آمریکایی می‌باشد که از دسامبر ۲۰۰۶ مدیرعامل و رئیس شرکت هتل‌های هایت می‌باشد. وی مدرک AB را در رشته اقتصاد از کالج هاروارد و مدرک MBA را از مدرسه تجارت بوث دانشگاه شیکاگو دریافت نموده‌است.